# Paarweise verschieden
Die mathematischen Objekte {\displaystyle x_{1},x_{2},\dots ,x_{n}} heißen genau dann paarweise verschieden, wenn keine zwei von ihnen gleich sind, d. h: {\displaystyle i\neq j\Rightarrow x_{i}\neq x_{j}}.
Die Verbindung von „paarweise“ und „verschieden“ hat sich als charakteristische Wortkombination in der Mathematik – und dort, wo sie benutzt wird – etabliert. Inhaltlich gibt es zwischen paarweise verschieden und verschieden keinen Unterschied.